# Trend (programma televisivo)
Trend è stato un talk show italiano condotto da Anthony Peth, in onda su La5 nel 2020.

## Il programma
Il programma si occupava di moda, arte e tendenze sociali.
Presenze fisse del programma erano la giornalista Silvana Giacobini che intervistava l'ospite della puntata e l'influencer Francesca Rocco con la rubrica NCS - Non ci siamo sul mondo dei social network.